# Barranc de la Coma de l'Olla
El barranc de la Coma de l'Olla és un barranc afluent indirecte de la Noguera Pallaresa. Discorre íntegrament pel terme de Conca de Dalt, al Pallars Jussà, dins de l'antic terme d'Hortoneda de la Conca, en territori del poble d'Hortoneda.
S'origina al vessant nord de la Serra de Pessonada, a l'extrem nord de la Coma de l'Olla, on es troben la llau de la Coma de l'Olla, la llau de la Solana de la Coma de l'Olla i la llau dels Tolls. Des d'aquest lloc s'adreça cap al nord, passant a prop de l'Espluga de la Pentinella, del Roc de la Pentinella i de la Serra del Banyader, que deixa a llevant, per anar a buscar el poble d'Hortoneda, que deixa a l'esquerra. Abans, però, rep d'altres llaus afluents, com la llau del Pas del Pi, per la dreta, la de Cantellet, per l'esquerra. Deixa el barri de Segalars a la dreta i el poble d'Hortoneda a l'esquerra, i continua cap al nord, però amb un nom diferent: llau de Catxí.